# Brittainey Raven
Pour les articles homonymes, voir Raven.
Brittainey Raven, née le 1er août 1988 à Albuquerque (Nouveau-Mexique), est une joueuse de basket-ball américaine de 1,83 m évoluant au poste d'ailière.

## Biographie
Pour sa saison rookie avec le Dream d'Atlanta, elle ne marque que 1,5 point par rencontre avec une adresse de 24,4 %. À mi-saison avec Lattes-Montpellier, elle ne tourne qu'à 4,1 points par rencontre avec une adresse de 26,1 % à 2 pts et 27,3 % à 3 pts. Le 6 juin 2011, le Dream rompt son contrat et engage le même jour Kelly Mazzante pour la remplacer. Elle n'est pas rentrée en jeu lors de l'unique match pour lequel elle était présente.
Elle joue en 2012 pour le club allemand TSV 1880 Wasserburg pour 14,1 points et 4,2 rebonds, puis signe à l'été pour le club hongrois de DKSK Miskolc. Après une année 2012-2013 à 20,1 points, 4,5 rebonds et 2,9 passes décisives, elle prolonge son contrat pour une seconde saison.

## Parcours
- 2006-2010 : Université du Texas à Austin (NCAA)
- 2010-2011: Dream d'Atlanta (WNBA)
- 2010-2011: Basket Lattes Montpellier Agglomération  France
- 2011-2012 : Wasserburg  Allemagne
- 2012- : DKSK Miskolc  Hongrie